# Talcy (Yonne)
Talcy település Franciaországban, Yonne megyében. Lakosainak száma 83 fő (2022. január 1.). Talcy Châtel-Gérard, Marmeaux, Montréal, Santigny, Thizy és Guillon-Terre-Plaine községekkel határos.

## Népesség
A település népessége az elmúlt években az alábbi módon változott:
| Lakosok száma | 88   | 79   | 76   | 74   | 74   | 72   | 76   | 79   | 83   |
|               | 2013 | 2015 | 2016 | 2017 | 2018 | 2019 | 2020 | 2021 | 2022 |